# XBOCT (киберспортсмен)
Александр Юрьевич Дашкевич (укр. Олександр Юрійович Дашкевич; род. 29 декабря 1990, Ялта, Крымская область) — украинский киберспортсмен по Dota 2, более известный под ником XBOCT. Победитель The International 2011 в составе команды Natus Vincere.

## Биография
Александр Дашкевич родился в Ялте в 1990 году. В детстве увлекался компьютерными играми: сначала Warcraft, а потом DotA. В школе носил причёску с небольшим хвостом, из-за чего и получил прозвище «Хвост».
После окончания школы поступил в Киевский государственный торгово-экономический университет по специальности «финансист». В Киеве вместе с командой Hard Team выиграл крупный локальный турнир, после чего в составе Planet-X начал выступления на профессиональной сцене.
В октябре 2010 года перешёл в команду Natus Vincere, и вместе с новым коллективом составил конкуренцию сильнейшей команде Украины DTS. В конце концов, из DTS в Natus Vincere перешли два ведущих игрока: Даниил Ишутин («Dendi») и Иван Антонов («ArtStyle»). В 2011 году в Natus Vincere перешли ещё два игрока: Клемент Иванов («Puppey») и Дмитрий Куприянов («LightofHeaven»).
В 2011 году в составе Natus Vincere выиграл турнир The International. Первые в истории чемпионы мира по Dota 2 проиграли за весь турнир всего лишь одну карту и выиграли один миллион долларов. Часть выигранных денег Дашкевич потратил на покупку квартиры в Киеве.
Вскоре команду покинул Иван Антонов, и Дашкевич перешёл на позицию «керри». На протяжении нескольких следующих лет XBOCT считался одним из лучших керри в мире.
В 2012 и 2013 годах XBOCT в составе Natus Vincere выходил в финал The international, после чего результаты стали ухудшаться. В 2015 году Natus Vincere приняли решение распустить состав, и Дашкевич покидает команду. Он выступал в ряде менее именитых команд, таких как Team Empire, Fantastic Five, Team Spirit, играл на замене в HellRaisers и Virtus.pro, однако не добился существенных успехов. По состоянию на 2015 год входил в десятку самых популярных игроков в Dota 2 в мире.
В марте 2017 года Дашкевич подписал контракт с махачкалинским «Анжи», российским футбольным клубом, решившим открыть киберспортивное подразделение. Однако уже через два месяца, не сумев найти общий язык с товарищами по команде, покинул клуб. Летом 2017 года Дашкевич вернулся в Natus Vincere в качестве тренера.